# Warenhausschlinge
Die Warenhausschlinge (auch Warenhausschlaufe) ist ein Knoten zur Bildung einer Schlinge.

## Anwendung
Die Schlinge dient zum einfachen Verschnüren von Paketen.

## Knüpfen
Zuerst wird ein Überhandknoten geknüpft, dann das Ende durch den Überhandknoten gesteckt, so dass ein Überhandknoten auf Slip entsteht.
Zum Sichern wird in das Ende ein weiterer Überhandknoten als Stopper gelegt.

## Alternativen
Ersetzt ein halber Schlag den Überhandstopper, entsteht der Eskimo Bowstring Loop Knot (Ashley #1019).
Beim Hondaknoten geht das Ende nur durch den oberen Teil des Überhandknotens.
Wird die feste Part durch den Überhandknoten gesteckt, entsteht der Arborknoten. Dieser ist eine Schlinge, die sich auf Zug zuzieht.